# Poczta pantoflowa
Poczta pantoflowa – przekazywanie informacji w sposób plotkarski i nieoficjalny.